# Jochberg
Jochberg è un comune austriaco di 1 551 abitanti nel distretto di Kitzbühel, in Tirolo.